# Half-Life
Half-Life (буквално „период на полуразпад“) е футуристична компютърна игра, триизмерен екшън от първо лице. Създадена от Valve Corporation и публикувана от Sierra Studios.
Графичният ѝ двигател е базиран на този на Quake със значителни изменения. Първо е публикувана за Microsoft Windows, а след това и за Playstation.
Името на играта често се съкращава като HL, а логото ѝ представлява гръцката буква ламбда (λ), използвана за означаване периода на полуразпад във физиката. Играта е известна най-вече с увлекателния си сюжет, както и с добрия (за времето си) изкуствен интелект на противниците. Half-Life е печелила над 50 награди игра на годината от различни издания за видеоигри и е наречена от PC Gamer най-добрата някога излизала компютърна игра.

## Сюжет
Играта стартира в далечна област от Ню Мексико, в Black Mesa – лаборатория за изследвания, която прилича много на националната лаборатория в Лос Алмос и Зона 51. Главният герой е Гордън Фриймън, който трябва да направи експеримент, но изведнъж всичко се обърква и извънземни от планетата Xen навлизат в лабораторията през образували се след експеримента дупки в пространството. Героят си проправя път между руините на лабораторията, но бива притиснат между извънземните и войниците, които са пратени да прикрият случилото се. В различни моменти от играта се появява мистериозна фигура, известна като G-man. Фриймън използва оцелели от инцидента учени, измежду които е Исак Клайнър и офицери от охраната, един от които е Барни Калхун, с който се играе в Half-Life: Blue Shift, за да стигне до комплекс „Ламбда“, където бива телепортиран до родната планета на извънземните, за да убие Нихилант, съществото, което държи пукнатината в пространството отворена от тяхната планета. След като убива създанието, мистериозният човек G-man предлага на Фриймън следната алтернатива: или да работи за него и да се върне на Земята, или да бъде пратен на планетата, от която идват извънземните, и на която няма начин да оцелее.

## Оръжия
- Подраздел 1
  - Железен лост (crowbar): Семпло оръжие за физическа атака, което става традиционно за Гордън Фрийман и Халф-Лайф.
- Подраздел 2
  - Пистолет (GLOCK 17, Beretta 92F/FS)
  - Револвер .357 Magnum
- Подраздел 3
  - Картечен пистолет/Автомат: Heckler & Koch MP5 SD3 с гранатомет M203, Colt M4 Carbine с гранатомет M203 (Rifle)
  - Полуавтоматична пушка тип SPAS-12
  - Сложно-композитен арбалет
- Подраздел 4
  - Ръчен противотанков гранатомет
  - Експериментално тауон оръжие; използва уран и изстрелва проектили с голяма скорост (Tau Cannon)
  - Експериментално глуон оръжие; използва уран (Gluon Gun)
  - Органично оръжие от планетата Xen, което изстрелва малки осоподобни насекоми
- Подраздел 5
  - Гранати
  - Експлодиращи лазерни детектори (Tripmine)
  - Радиоуправляем експлозив (Satchel)
  - Снарк: същество от планетата на пришълците, с големината на длан и много агресивно. Ако бъде простреляно, експлодира.

## Разширения
- Half-Life: Opposing Force
- Half-Life: Blue Shift

## Модификации
Една от отличителните характеристики на Half-Life е извънредно лесното създаване на модификации – игри, използващи графичния двигател на играта.
- Counter-Strike
- Team Fortress
- Day of Defeat
- Zombie Panic
- BrainBread